# Mohamed Benguesmia
Mohamed Benguesmia est un boxeur algérien né à Boufarik le 8 janvier 1973.

## Carrière
Champion d'Afrique amateur des poids mi-lourds en 1994, il passe professionnel en 1997 et remporte le titre de champion WBB (2003-2007) des poids lourds-légers. Il présente un palmarès de 40 victoires (33 avant la limite) contre 3 défaites et 1 match nul. Son fils qui est née en 1993, réside désormais à Marseille et pratique la boxe thaïlandaise, française et anglaise.

### Palmarès
- Championnats d'Afrique 1994 Johannesburg, Afrique du Sud (poids mi-lourds)
- Médaillé d'argent aux jeux méditerranéens de 1997 Bari, Italie (poids lourds-légers)
- Médaillé de bronze aux jeux méditerranéens de 1993 Narbonne, France (poids mi-lourds)
- Tournoi Golden Belt, Bucarest, Roumanie, 1994 (poids mi-lourds)
- Mémorial Strandja, Sofia, Bulgarie, 1996 (poids mi-lourds)
- Tournoi international Albena, Bulgarie, 1990 (poids mi-lourds)
- Tournoi Giraldo Cordova Cardin, Cienfuegos, Cuba, 1994 (poids mi-lourds)
- Tournoi pré-olympique, Atlanta, États-Unis, 1996 (poids lourds-légers)

### Championnats du monde de boxe amateur
- Quarts de finale World Cup - Bangkok, Thaïlande, 1994
- Seizièmes de finale aux championnats du monde 1991 à Sydney, Australie (poids mi-lourds)
- Huitièmes de finale aux championnats du monde 1995 à Berlin, Allemagne (poids mi-lourds)
- Quarts de finale aux championnats du monde 1993 à Tampere, Finlande (poids mi-lourds)
- Quarts de finale aux championnats du monde 1997 à Budapest, Hongrie (poids mi-lourds)

### Jeux olympiques
- Huitièmes de finale aux jeux olympiques de Barcelone, Espagne, 1992 (poids mi-lourds)

## Référence
1. ↑  (en) Profil de Mohamed Benguesmia (uboboxing.com)